# Castagnola (Ferriere)
Castagnola (Castagnöla in dialetto piacentino, Castagnöra in dialetto locale e ligure) è una frazione del comune di Ferriere, in provincia di Piacenza.

## Geografia fisica
L'abitato è situato in val d'Aveto, sulla sponda destra del torrente, ad un'altezza di 865 m s.l.m., nelle vicinanze della frazione scorre il rio Scabbie, affluente dell'Aveto.

## Origini del nome
Il toponimo Castagnola deriva dalla forte presenza di boschi di castagni nei pressi della frazione. Il paese è, a sua volta, diviso in tre località: Cervini, Casella
 e Calamari i cui nomi derivano dalle famiglie che vi abitavano ai tempi della fondazione, secondo una leggenda essi erano i nomi dei tre briganti in fuga fondatori di Castagnola.

## Storia
Secondo una leggenda popolare, il paese venne fondato intorno all'anno 1000 da tre briganti, scappati dalla vicina Liguria e rifugiatosi su questi monti ed i cui cognomi (Calamari, Cervini e Casella) sarebbero poi diventati i cognomi più diffusi tra gli abitanti della frazione.
Dalle sue origini il paese visse di agricoltura, artigianato e pastorizia effettuando ogni anno l'alpeggio nelle alture dei monti che sovrastano il borgo. I numerosi campi sparsi per tutto il paese e nelle sue vicinanze venivano principalmente coltivati ad ortaggi stagionali (patate, pomodori, verdure, fagiolini, cavoli) ed, i più estesi a cereali come il grano o il granoturco. I campi non utilizzati nel periodo, secondo la rotazione triennale, venivano coltivati a foraggio come fieno o erba medica per il sostentamento dei capi di bestiame. Gli animali allevati erano principalmente bovini, pecore, capre, assieme a conigli e galline. I mestieri artigianali erano principalmente il fabbro, il falegname, il muratore, il tessitore. Il paese era anche un buon centro di produzione casearia, i formaggi venivano commerciati nei paesi limitrofi come Ottone. Le forme venivano trasportate a spalla con appositi zaini di legno lungo i sentieri che collegavano i paesi e le vallate limitrofe.
La prima chiesa parrocchiale di Castagnola venne testimoniata a partire dal XVI secolo come dipendente dalla pieve di Centenaro. La zona fu feudo della famiglia Landi.
Tra gli anni '10 e il 1920, gli abitanti di Castagnola e delle limitrofe frazioni di Boschi e Torrio, chiesero il distacco delle frazioni dal comune di Ferriere e la loro aggregazione al comune di Santo Stefano d'Aveto, posto nella stessa vallata e più agevolmente raggiungibile, tuttavia l'iter per il cambio di comune venne abortito a causa del mancato invio della domanda degli elettori a seguito di un errore di trasmissione.
Gli abitanti del paese di Castagnola hanno partecipato ai lavori di costruzione della vicina diga di Boschi e alla lotta partigiana durante la resistenza.
Fino alla seconda metà del novecento, Castagnola è stata sede di un rilevante giacimento minerario, da cui si estraeva il quarzo.
Lo spopolamento che ha interessato l'Appennino durante il novecento ha fatto sì che il numero di abitanti stabili si riducesse a meno di 10 e che il centro abitato rimanesse sprovvisto di esercizi commerciali, esistenti fino agli anni settanta, e di servizi. Nel periodo estivo la popolazione aumenta per la presenza di villeggianti, ex residenti e discendenti di abitanti originari di Castagnola.

## Monumenti e luoghi d'interesse
Chiesa di san Policarpo Martire

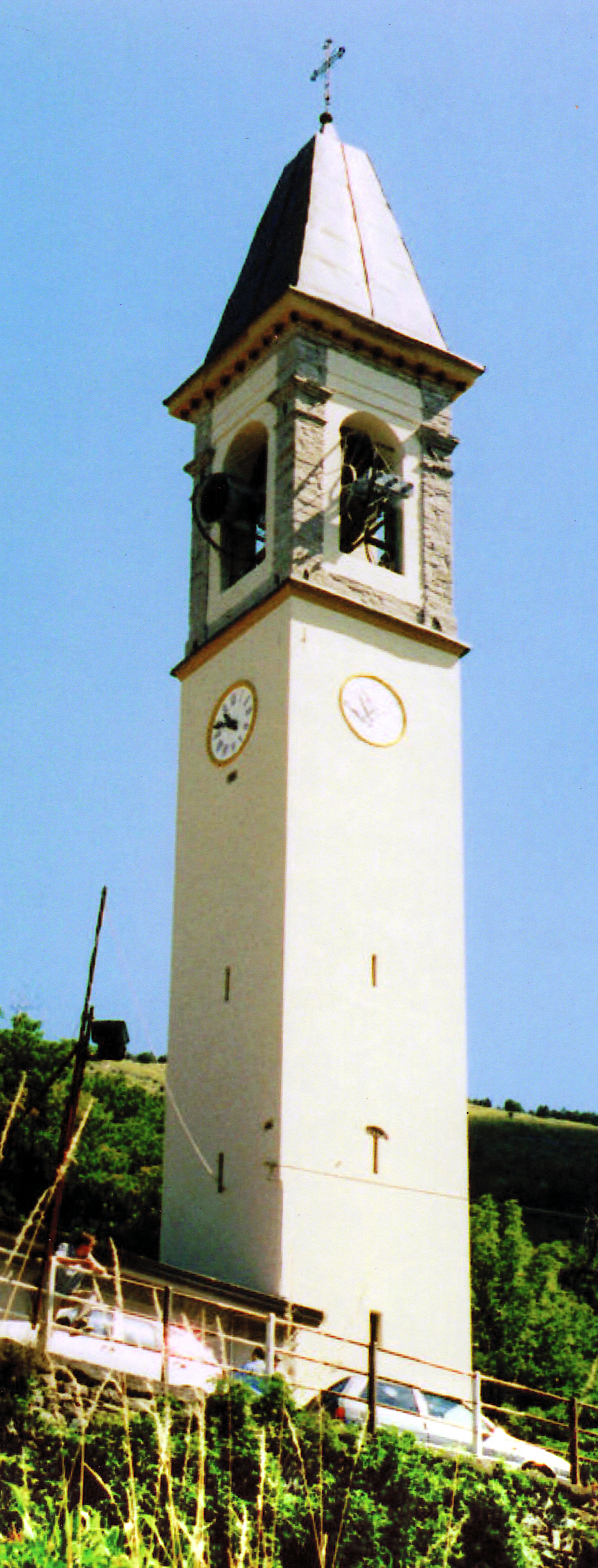
Il campanile della chiesa di san Policarpo Martire

La chiesa parrocchiale di san Policarpo Martire

Costruita a partire dalla fine del XIX secolo su di una preesistente chiesa parrocchiale documentata già dal XVI secolo, è stata consacrata nel 1909 dal vescovo di Piacenza Giovanni Maria Pellizzari; la costruzione è stata definitivamente terminata nel 1910 con il termine dei lavori di realizzazione del campanile, mentre le decorazioni degli interni sono state terminate nel 1930. Presenta una facciata a vento con frontone triangolare di coronamento. Il portale di accesso è unico ed è affiancato da lesene ioniche in pietra sorreggenti un cariglio marmoreo, con al centro un bassorilievo del busto di san Policarpo.
Oratorio di San Giovanni BattistaSituato nella vicina località di Boschi e realizzato tra la fine del XIX secolo e l'inizio del secolo successivo, forse recuperando materiali da un edificio preesistente, come testimoniato da un'indicazione riportante l'anno 1835 posta all'esterno, dipende dalla parrocchia di Castagnola.

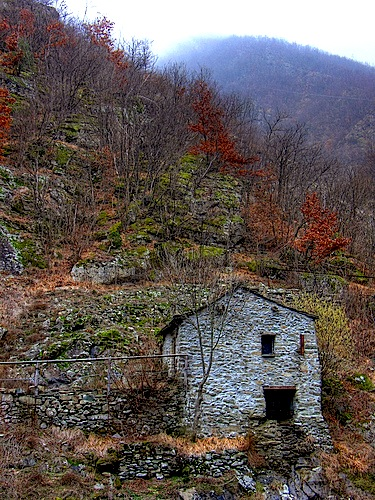
Mulino vecchio
Mulino situato ai piedi del paese, lungo un torrente ricco di acqua nella gran parte dell'anno, vicino all'ex strada statale della val d'Aveto (conosciuta anche come Strada dei Boschi). La data di edificazione non è certa, ma nel 1665, come testimoniato da un'incisione su una roccia antistante il mulino, era già funzionante. Caduto in disuso dopo il 1947, in seguito alla realizzazione di un più moderno mulino elettrico, dall'estate del 2001 al dicembre 2003 la popolazione, grazie al lavoro dei volontari dell'Associazione per lo Sviluppo Compatibile delle Alti Valli Piacentine (ASC) ed al contributo economico di enti pubblici e privati, si è presa carico della sua rimessa in opera. Caratteristica fondamentale dell'opera è stato l'impiego dell'esperienza dei lavoratori che hanno messo in opera gli insegnamenti ricevuti dai loro predecessori che avevano personalmente utilizzato regolarmente mulini rurali di tipo identico a quello restaurato. Per accogliere adeguatamente i visitatori è stata realizzata un'area pic-nic non presente originariamente, con sedie di pietra e tavoli realizzati con le vecchie macine non più utilizzate per la realizzazione della farina di castagne. Una di esse è stata utilizzata per realizzare il Monumento all'ignorante, eretto a ricordo di alcuni vandali che ruppero le macine in buono stato di conservazione. L'iscrizione recita:
Inaugurato il giorno 7 dicembre 2003 e ripristinato in ogni sua funzionalità dopo mezzo secolo di inattività, il mulino vecchio (U muren veciu de Castignöra) viene utilizzato dagli abitanti per macinare le abbondanti quantità di castagne raccolte nel periodo autunnale, al fine di preparare le scorte della tipica farina di castagne ligure.

## Società

### Tradizioni e folclore

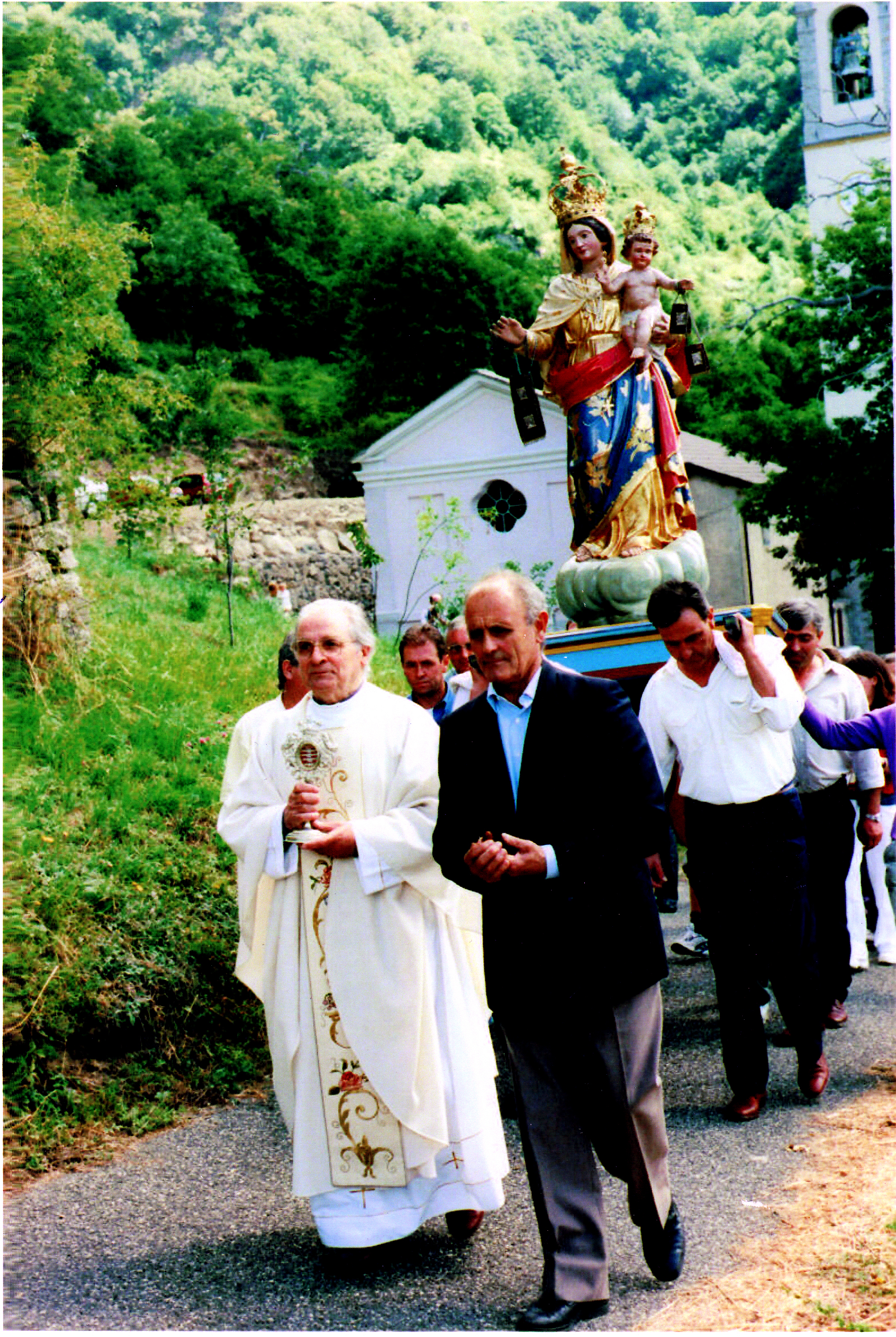
La processione della Madonna del Carmine

Questo paese fa parte del territorio culturalmente omogeneo delle Quattro province (Alessandria, Genova, Pavia, Piacenza), caratterizzato da usi e costumi comuni e da un importante repertorio di musiche e balli molto antichi. Strumento principe di questa zona è il piffero appenninico che accompagnato dalla fisarmonica, e un tempo dalla müsa (cornamusa appenninica), guida le danze e anima le feste.

## Cultura

### Eventi
Ogni anno vengono festeggiati il santo protettore San Policarpo (ultima domenica di febbraio) e la Madonna del Carmine (penultima domenica di luglio) con una processione.

## Geografia antropica
Il paese è diviso in tre parti, un'alta denominata Cervini, una centrale denominata Casella e una bassa denominata Calamari, servite rispettivamente da tre strette strade. Dopo una corta e ripida salita si giunge alla piazzetta principale, detta dei Caselli, che è collocata in centro al borgo. La chiesa è, invece, situata in posizione isolata rispetto al paese, circa 80 metri a nord.

## Infrastrutture e trasporti
Nei pressi di Castagnola,  più in basso rispetto alla frazione, transita l'ex strada statale 586 della valle dell'Aveto. La frazione è collegata all'ex strada statale tramite una strada comunale.